# Kendell Foster Crossen
Pour les articles homonymes, voir Richard Foster et Foster.
Kendell Foster Crossen le 25 juillet 1910 à Albany dans l’Ohio et mort le 29 novembre 1981 à Los Angeles en Californie, est un écrivain américain de roman policier utilisant les pseudonymes Bennett Barlay, M. E. Chaber, Richard Foster, Christopher Monig, Ken Crossen et Clay Richards.

## Biographie
Kendell Foster Crossen est un écrivain prolifique, qui, en 1939, commence à publier des nouvelles dans le pulp Detective Fiction Weekly dont il devient le rédacteur en chef. En 1940, pour écrire dans un autre pulp Double Detective, il utilise le pseudonyme de Christopher Monig et crée le héros The Green Lama. En 1944, il publie son premier roman, The Case of the Curious Heel puis The Laughing Buddha Murders avec un détective privé tibétain. Jusqu’en 1973, en utilisant plusieurs autres pseudonymes, il écrit une trente six romans, plus de trois cents nouvelles et quatre cents scénarios pour la radio et la télévision.
Son héros le plus connu est Milo March, ancien militaire et agent de la C.I.A. devenu enquêteur d’assurances, qui apparaît pour la première fois dans Hangman’s Harvest en 1952 et dans vingt et un autres romans et quatre nouvelles signés M. E. Chaber, référence au mot hébraïque « mechaber » signifiant l’écrivain, le penseur.
En 1957, sous la signature de Ken Crossen, il s’essaie au roman d’espionnage avec The Tortured Path.
Il écrit des centaines de textes radiophoniques pour des émissions comme Suspense ou Mystery Theater. Pour la télévision, il écrit des scénarios pour des séries télévisées 77 Sunset Strip, The Man from Blackhawk, Man and the Challenge et Perry Mason.
En 1945, il est parmi les fondateurs des Mystery Writers of America.

## Œuvre
Romans signés Ken Crossen
- The Case of the Curious Heel (1944)
- The Case of the Phantom Fingerprints (1945)
- Murder Out of Mind (1945)
- The Conspiracy of Death (1965) avec George Redston

Roman signé Bennett Barlay
- Satan Comes Across (1945)

Romans signés Richard Foster
- The Laughing Buddha Murders (1944)
- The Invisible Man Murders (1945)
- The Girl From Easy Street (1952)
- Blonde and Beautiful (1955)
- Bier For A Chaser (1959)
- The Rest Must Die (1959)
- Too Late For Mourning (1960) Publié en français sous le titre Casseur de rackets, Paris, Gallimard, Série noire no 722, 1962

Série Milo March signée M.E. Chaber
1. Hangman’s Harvest ou Don't Get Caught (1952) Publié en français sous le titre La Saison du bourreau, Paris, Gallimard, Série noire no 168, 1953
2. No Grave For March ou All the Way Down (1953)
3. As Old As Cain ou Take One For Murder (1954)
4. The Man Inside ou Now It's My Turn (1954) Publié en français sous le titre Voué au blanc-bleu, Paris, Gallimard, Série noire no 209, 1954
5. The Splintered Man (1955)
6. A Lonely Walk (1956)
7. The Gallows Garden ou The Lady Came To Kill (1958) Publié en français sous le titre Raimundo pour les dames, Paris, Gallimard, Série noire no 465, 1958
8. A Hearse of Another Color (1958) Publié en français sous le titre Des grenouilles dans le corbillard, Paris, Gallimard, Série noire no 496, 1959
9. So Dead the Rose (1959)
10. Jade For A Lady (1962)
11. Softly in the Night (1963) Publié en français sous le titre La Nuit furtive, Paris, Gallimard, Série noire no 851, 1964
12. Six Who Ran (1964)
13. Uneasy Lies the Dead (1964) Publié en français sous le titre Remous posthumes, Paris, Gallimard, Série noire no 915, 1964
14. Wanted: Dead Men (1965)
15. The Day It Rained Diamonds (1966)
16. A Man in the Middle (1967)
17. Wild Midnight Falls (1968)
18. The Flaming Man (1969) Publié en français sous le titre La Grenouille indigeste, Paris, Gallimard, Série noire no 1338, 1969
19. Green Grow the Graves (1970) Publié en français sous le titre Les Tombes reverdissent, Paris, Gallimard, Série noire no 1367, 1970
20. The Bonded Dead (1971) Publié en français sous le titre La Mort en actions, Paris, Gallimard, Série noire no 1479, 1972
21. Born To Be Hanged (1973)
22. The Green Lama (1976)

Nouvelles de la série Milo March
- The Jelly Roll Heist (1952) Publié en français sous le titre Jelly Roll Blues, dans Black Label, Paris, Roger Martin, L'Instant noir, 1987 ; réédition, Paris, Roger Martin, Hard Boiled Dicks no 18, 1988
- Murder Madame (1953)
- A Hearse of Another Color (1960)
- The Red, Red Flowers (1961)

Romans signés Christopher Monig
- The Burned Man Dutton ou Don’t Count the Corpses (1956)
- Abra-Cadaver (1958)
- Once Upon A Crime (1959)
- The Lonely Graves (1960) Publié en français sous le titre Un plein cimetière, Paris, Gallimard, Série noire no 723, 1962

Romans signés Kendell Foster Crossen
- The Tortured Path (1957) Publié en français sous le titre Supplices Party, Paris, Éditions Robert Laffont, coll. Agent secret no 4, 1957
- The Big Dive (1959)

Romans signés Clay Richards
- The Marble Jungle (1961)
- Death of An Angel (1963)
- The Gentle Assassin (1964)
- Who Steals My Name (1964)

## Adaptation cinématographique
En 1958, The Man Inside est adapté par John Gilling dans le film Signes particuliers : néant avec Jack Palance dans le rôle de Milo March.